# Los reyes del nuevo milenio
A Los reyes del nuevo milenio ('Az új évezred királyai') Wisin & Yandel első albuma. 2000 július 18-án jelent meg és a 35. helyen debütált a Billboard Top Latin Albums listáján. Az évek során több, mint 50,000 példány kelt el az albumból.

## Számlista
| #   | Cím                                                               | Hossz |
| --- | ----------------------------------------------------------------- | ----- |
| 1.  | No fue golpe de suerte                                            | 2:58  |
| 2.  | Gerla                                                             | 3:08  |
| 3.  | Todas quieren ser las más bellas (featuring: Baby Rasta & Gringo) | 3:22  |
| 4.  | Pena                                                              | 3:41  |
| 5.  | Me quieren detener                                                | 2:48  |
| 6.  | Voy por tí (featuring: Tempo)                                     | 3:27  |
| 7.  | Noto fraudelentos                                                 | 3:01  |
| 8.  | Vivir en está tierra                                              | 2:38  |
| 9.  | Dile                                                              | 3:35  |
| 10. | The remixes (gerla)                                               | 5:26  |